# Givinostat
Givinostat ist ein Arzneistoff aus der Gruppe der Histon-Deacetylase (HDAC)-Hemmer, der unter dem Präparatenamen Duvyzat (Hersteller: Italfarmaco Group mit Hauptsitz in Mailand) 2024 in den USA und 2025 in der EU zur oralen Behandlung der Duchenne-Muskeldystrophie (DMD) zugelassen wurde.

## Wirkmechanismus
Givinostat hemmt die Histon-Deacetylase (HDAC) und mehrere pro-inflammatorische Zytokine. Dadurch wird der Tumor-Nekrose-Faktor-α und die Ausschüttung von IL-1-α,-β und IL-6 reduziert. Durch diese Einwirkung sollen Entzündungen und Muskelverlust, wie sie bei der DMD auftreten, vermindert werden.

## Klinische Prüfung

### Duchenne-Muskeldystrophie
Die Wirksamkeit von Givinostat in der Behandlung von DMD wurde über 18 Monate in einer randomisierten, doppelblinden, placebokontrollierten Phase-3-Studie untersucht. Der primäre Endpunkt war die Veränderung der Muskelfunktion vom Ausgangswert zu Monat 18, beurteilt anhand der für den Aufstieg auf einer vierstufigen Treppe benötigten Zeit. Alle Teilnehmer erhielten über die gesamte Studiendauer weiterhin eine Standardbehandlung mit Steroiden. Nach 18-monatiger Behandlung verschlechterte sich die Zeit, die für das Erklimmen von vier Treppenstufen benötigt wurde, bei den mit Givinostat behandelten Patienten weniger im Vergleich zu den Patienten, die mit Placebo behandelt wurden.
Ein sekundärer Endpunkt war die Veränderung der mittels des North Star Ambulatory Assessment (NSAA) bewerteten körperlichen Funktion vom Ausgangswert auf den Wert nach 18 Monaten Die NSAA-Skala wird üblicherweise zur Bewertung der motorischen Funktion bei Jungen mit DMD verwendet wird, die in der Lage sind, zu gehen. Hier war die Verschlechterung ebenfalls geringer im Vergleich zur Placebo-Gruppe.
Als häufigsten Nebenwirkungen wurden Durchfall, Bauchschmerzen, eine Thrombozytopenie (Abnahme der Blutplättchen), Übelkeit, Erbrechen und ein Anstieg der Triglyceride beobachtet.
Die Zulassung in der EU erfolgte im Juli 2025.

### Polyzythaemia Vera
Da durch Givinostat die Konzentration der JAK2-Mutation (Absenkung der Treiber-Mutation; auch: Allellast) verringert wird, soll das abnormale Wachstum der Erythrozyten bei der Polyzythämie abgeschwächt und eine Besserung der Symptome erreicht werden. Derzeit (1. Halbjahr 2025) läuft eine Phase-III-Studie zur Bewertung von Givinostat im Vergleich zu Hydroxyharnstoff bei JAK2V617F-positiven Hochrisikopatienten mit Polycythaemia vera.

## Sonstiges
Givinostat ist oral wirksam (Einnahme als Suspension).
Der Wirkstoff wird in Form seines Hydrochlorid-Monohydrats, Givinostathydrochlorid-Monohydrat, eingesetzt. Givinostathydrochlorid-Monohydrat ist ein weißes bis fast weißes, nicht hygroskopisches, kristallines Pulver, das in wässrigen Medien sehr schwach bis schwach und in Ethanol leicht löslich ist.
Givinostat wurde auch zur Behandlung der  systemischen juvenilen idiopathischen Arthritis und der Polyzythämie untersucht.

## Orphan-Status
In der EU hat Givinostat des Status als Orphan-Arzneimittel zur Behandlung der Muskeldystrophie Becker-Kiener, der Duchenne-Muskeldystrophie und der Polycythaemia vera.
Für die Behandlung der juvenilen idiopathischen Arthritis mit systemischem Beginn wurde der Status im Jahr 2013 aufgegeben.

## Externe Links zu erwähnten Verbindungen
1. ↑  Externe Identifikatoren von bzw. Datenbank-Links zu Givinostathydrochlorid-Monohydrat:  CAS-Nr.: 732302-99-7, PubChem: 9804991, ChemSpider: 7980751, Wikidata: Q72483111.
2. ↑  Externe Identifikatoren von bzw. Datenbank-Links zu Givinostathydrochlorid:  CAS-Nr.: 199657-29-9, PubChem: 10095659, ChemSpider: 8271195, Wikidata: Q27294820.